# Macrocera hyalinimculata
Macrocera hyalinimculata är en tvåvingeart som beskrevs av Santos Abreu 1920. Macrocera hyalinimculata ingår i släktet Macrocera och familjen platthornsmyggor.
Artens utbredningsområde är Kanarieöarna. Inga underarter finns listade i Catalogue of Life.